# Новокрестьяновское
Новокрестьяновское (Новокрестьяновка) — село на юге Кизлярского района Дагестана. Входит в состав сельского поселения «Сельсовет «Новокохановский»».

## География
Населённый пункт расположен у границы с Шелковским районом Чечни, в 7 км к западу от центра сельского поселения Новокохановское и в 12 км к северо-западу от города Кизляр.
Село граничит на севере со станицей Александро-Невской, на юго-востоке с селом Новомонастырским, на юге со станицей Бороздиновской и на западе с посёлком Степное.
В селе три улицы: 50 лет Октября, Заречная и Пушкина.

## Население
| 1970 | 1989 | 2002  | 2010 | 2021 |
| ---- | ---- | ----- | ---- | ---- |
| 930  | ↘913 | ↗1140 | ↘965 | ↗966 |

Национальный состав
По данным Всероссийской переписи населения 2010 года:
| № | Национальность | Численность, чел. | Доля   |
| - | -------------- | ----------------- | ------ |
| 1 | ногайцы        | 743               | 77,0 % |
| 2 | русские        | 159               | 16,4 % |
| 3 | даргинцы       | 21                | 2,2 %  |
| 4 | аварцы         | 14                | 1,5 %  |
| 5 | другие         | 28                | 2,9 %  |

По данным Всероссийской переписи населения 2010 года, в селе проживало 364 человека (178 мужчин и 186 женщин).